# Nepalesische Badmintonmeisterschaft 1957
Die Nepalesische Badmintonmeisterschaft 1957 fand in Kathmandu statt. Es war die vierte Auflage der nationalen Titelkämpfe von Nepal im Badminton. Die Meisterschaften fanden unter internationaler Beteiligung statt.

## Titelträger
| Disziplin    | Sieger                        |
| ------------ | ----------------------------- |
| Herreneinzel | Abdullah Piruz                |
| Dameneinzel  | Mira Das                      |
| Herrendoppel | Abdullah Piruz Lai Fook Young |
| Damendoppel  | Mira Das Nilima Das           |
| Mixed        | Manoj Guha Nilima Das         |